# Carcinogenicidad
La carcinogenicidad es la capacidad que presenta un determinado agente de inducir neoplasmas malignos, es decir, cáncer, tanto en el hombre como en los animales.
Estos agentes se conocen como carcinógenos o cancerígenos y pueden ser sustancias de distinta naturaleza, física, química o biológica. Se acepta que un elevado porcentaje de los cánceres en humanos ha sido provocado por factores ambientales o nutricionales que inducen un proceso de carcinogénesis.

## Evidencias de carcinogenicidad
Para cada uno de los agentes evaluados en cuestiones de carcinogenicidad se puede obtener una evidencia distinta, que en ningún caso hace referencia a la potencia de este. Podemos distinguir:
- Evidencia suficiente: relación de causalidad con una confianza razonable entre la exposición al agente y la aparición de cáncer en humanos o en animales.

- Evidencia limitada: asociación positiva entre exposición y cáncer, aunque la evidencia no es suficiente, no pueden descartarse sesgos, factores de confusión o la propia casualidad.

- Evidencia inadecuada: estudios de insuficiente calidad, consistencia o poco representativos estadísticamente para permitir una conclusión de la relación de causalidad.

- Falta de evidencia: se dispone de estudios adecuados, que demuestran que el agente no induce cáncer a ningún nivel de exposición.

Por otro lado, la designación de «falta de carcinogenicidad» está claramente limitada a los tipos de cáncer, dosis, tiempo de exposición y demás circunstancias consideradas en los estudios. Además, nunca puede excluirse la posibilidad de algún riesgo a los niveles de exposición estudiados.

## Clasificación
A partir de todos los datos disponibles, cada agente se clasifica mediante un criterio científico que tiene en cuenta la evidencia obtenida en los estudios sobre humanos, en la experimentación animal y cualquier otro dato relevante (Tabla 1).

###### Grupo 1
Existen evidencias de que el agente es carcinógeno en humanos.

###### Grupo 2
La evidencia de carcinogénesis en humanos es casi suficiente, pero no hay suficiente evidencia experimental. Según los datos epidemiológicos experimentales se distingue:
- Grupo 2A: Agente probablemente carcinógeno en humanos; existe limitada evidencia sobre humanos, pero suficiente con animales.

- Grupo 2B: Agente posiblemente carcinógeno; la evidencia en humanos es limitada y tampoco hay suficiente evidencia con animales de experimentación.

###### Grupo 3
El agente no es clasificable como carcinógeno para humanos.

###### Grupo 4
El agente probablemente no es carcinógeno en humanos; la evidencia disponible, tanto de humanos como de experimentación animal así lo sugiere.
| Grupo 1 Cancerígeno para los seres humanos | Grupo 2A Probablemente Cancerígeno para los seres humanos | Grupo 2B Posiblemente Cancerígeno para los seres humanos | Grupo 3 No se clasifica | Grupo 4 Probablemente no Cancerígeno para los seres humanos |
| --- | --- | --- | --- | --- |
| 107 agentes,incluyendo: > Bebidas alcohólicas > Amianto > Arsénico > Benceno > Formaldehído > Radiación ionizante > Consumo de tabaco > Pintor > La luz del sol – Rayos UV | 58 agenntes, incluyendo: > Peluquería o peluquero > Petróleo refinado > Trabajo por turnos que implica trastornos circadianos >Gases de combustión de automotores. > Lámparas bronceadoras | 249 agentes, incluyendo: > Café > Combustible diesel, marinos > Limpieza en seco > Bomberos > Estireno > Trabajo en Fabricación Textil > Campos Magnéticos de muy baja frecuencia – Red Eléctrica > Polvos de talcos higiénicos | 512 agentes, incluyendo: > Ácido acrílico > Clorados en agua potable > Productos para dar color al pelo > Iluminación fluorescente > Campos Eléctricos de muy baja frecuencia – Red Eléctrica > Mercurio > Sacarinas | Un agente: > Caprolactama NOTA: Tener en cuenta que la Caprolactama es altamente tóxico y no debe ser considerado como "seguros", salvo para esta clasificación |

## Evaluación de la carcinogenicidad
Siempre que se vaya a administrar un medicamento de forma continuada durante al menos seis meses, debe de hacerse ensayos de carcinogenicidad, aunque también suelen ser necesarios si se va a administrar de forma intermitente para el tratamiento de enfermedades crónicas o recurrentes ( rinitis alérgica, depresión, ansiedad, etc). Estos ensayos se recomienda hacerlos con ratas en general, salvo que haya clara evidencia de que una determinada especie favorezca el estudio.
Tienen como objetivo final evaluar el efecto cancerígeno, los métodos disponibles hoy día son bastante limitados (Tabla 2). Primero hay que hacer la búsqueda de dosis para el estudio de carcinogenicidad. El estudio debe asegurar que los niveles de dosis utilizados, excedan la exposición terapéutica máxima para los humanos. normalmente estos estudios se realizan utilizando la dosis máxima tolerada (DMT), que se elige de los datos obtenidos de los estudios de toxicidad de tres meses. A partir de las guías ICH, la búsqueda de la dosis debe basarse en criterios farmacodinámicos, de toxicidad, farmacocinéticos, saturación de absorción  o dosis máxima factible. La dosis límite para estos estudios no debe exceder los 1500mg/kg/día.
Los ensayos de carcinogenicidad, se agrupan en tres tipos de metodología:

### Ensayos in vitro de transformación celular
Se mide la capacidad de un compuesto químico para transformar una célula “normal” en una célula tumoral. Se han descrito distintos ensayos que utilizan líneas celulares diversas, generalmente derivadas de ratón o hámster, en las que la transformación se detecta mediante cambios en su morfología celular. Este tipo de ensayos ha demostrado capacidad para detectar carcinógenos no genotóxicos.
Entre los inconvenientes se encuentra el hecho de que el metabolismo de las células en cultivo no es el mismo que el metabolismo in vivo, las fases de bioactivación y destoxificación pueden estar ausentes en esos sistemas.
Por otra parte, los datos disponibles sobre los efectos de compuestos cancerígenos en estos sistemas son muy inferiores con respecto de los ensayos de mutagenicidad y genotoxicidad, y de carcinogénesis en animales por lo que las conclusiones que se pueden extraer son bastante limitadas.

### Ensayos in vivo de carcinogénesis
Únicamente disponemos de ensayos de carcinogénesis en roedores, alguno de ellos son
la inducción de tumores de piel en ratón, de tumores de mama en ratas Sprague-Dawley, o de tumores de pulmón en algunas estirpes de ratón.
El ensayo clásico de carcinogénesis es de dos años en roedores, que en la práctica transcurre durante toda la vida de los animales y que por lo tanto resulta complicado y costoso.
Este ensayo se realiza administrando de modo crónico a los animales un compuesto a la máxima dosis tolerada (MDT); es decir, a una dosis alta que produce efectos tóxicos sin comprometer la vida de los animales, evaluando la incidencia de tumores en todos los lugares posibles. En los últimos años, este ensayo ha recibido numerosas críticas debido a la dificultad de extrapolar sus resultados al ser humano.
- Inconvenientes

Se ignora si el modelo de roedor es un modelo representativo de la  carcinogénesis humana.
No se comprueba si existe una relación lineal, o de otro tipo, dosis respuesta, por lo que la deducción de lo que ocurre a dosis bajas, sin conocer la forma de la curva es totalmente incierta.
No se tienen en cuenta los efectos sinérgicos de otros compuestos químicos
No se tienen en cuenta los efectos protectores del organismo (destoxificación metabólica, reparación del ADN, etc.), ya que estos están probablemente saturados a dosis tan altas.
Las dosis altas pueden dar lugar a una proliferación celular regenerativo del tejido.
- Ventajas

Todas las sustancias que han demostrado una actividad carcinogénica en el hombre, salvo escasísimas excepciones, son también positivas en los ensayos con roedores.
Aunque muchos compuestos químicos son carcinógenos en animales y no en el hombre, muchos de los carcinógenos humanos se han descubierto a parir de los ensayos en animales, como, por ejemplo, aflatoxina, dietilestilbestrol o cloruro de vinilo

### Estudios epidemiológicos
Constituyen la única herramienta para detectar los compuestos cancerígenos humanos y son muy importantes para los estudios de evaluación de riesgo para la población humana. No obstante, la realización de estudios epidemiológicos de calidad científica resulta muy complicada por diversas razones:
La dificultad de medir la exposición externa e interna a un determinado agente químico, la imposibilidad de controlar la exposición simultánea a otros compuestos químicos o la influencia de factores ambientales o fisiológicos y el largo de período de latencia que puede transcurrir entre la primera exposición y el desarrollo de la enfermedad.
| CARACTERÍSTICAS                | CEE |
| ------------------------------ | --- |
| Deben realizarse para fármacos | 1. Análogos químicos de cancerígenos conocidos 2. Que produzcan cambios sospechosos en los estudios de toxicidad de dosis repetidas, de mutagénesis, o de cancerogénesis a corto plazo, que así lo aconsejen 3. Posible: que deban utilizarse durante períodos prolongados meses, de manera continuada o intermitente 4. Que causen dudas sobre algún aspecto específico de su actividad biológica |
| Estudios preliminares          | No requeridos |
| Especies                       | Dos sensibles a cancerígenos, de metabolismo similar al hombre |
| Número de animales             | Ratones, ratas y hámsteres: 50 por sexo y nivel de dosis (grupo control con vehículo) |
| Vía de administración          | Si es posible, la prevista en el hombre. Evidencia de absorción |
| Duración                       | Rata: 24 meses (máx. 30 meses) Ratón o hámster; 18 meses (máx. 24 meses) o hasta supervivencia |
| Niveles de dosis               | Tres normalmente La máxima, producción de por ej. 10 % pérdida de peso y que produzca la mínima toxicidad en los órganos. La mínima, de dos a tres veces la dosis terapéutica máxima en humanos. Fármacos poco tóxicos: dosis máxima puede ser 100 veces la clínica |
| Estabulación animales          | Especificación de dieta |